# Orrios
Orrios is een gemeente in de Spaanse provincie Teruel in de regio Aragón met een oppervlakte van 44,23 km². Orrios telt 133 inwoners (1 januari 2016).

## Demografische ontwikkeling
Bron: INE, 1857-2011: volkstellingen
Opm.: Van 1972 tot 1982 behoorde Orrios tot de gemeente Alfambra